# Phaethusa
Phaethusa (grekiska: Φαέθουσα) vars namn betyder "strålning", var en personifiering av de bländande, skarpa solstrålarna i den grekiska mytologin. Hon var dotter till solguden Helios och nymfen Neiara. 
Phaethusa vaktade boskapet av Thrinakia tillsammans med sin syster Lampetia. De ropade på sin far när Odysseus män försökte stjäla Helios boskap och Helios kastade då ett eldklot som dödade alla Odysseus män.